# Campylomyza mori
Campylomyza mori är en tvåvingeart som först beskrevs av Sasaki 1931.  Campylomyza mori ingår i släktet Campylomyza och familjen gallmyggor. Inga underarter finns listade i Catalogue of Life.